# ストライプブルー
『ストライプブルー』は、原作：森高夕次、作画：松島幸太朗による日本の漫画。『週刊少年チャンピオン』（秋田書店）にて、2007年20号から2009年20号まで連載された。
前作『ショー☆バン』の続編であり、5年後を舞台とする。前作主人公ショー・バンこと小沢番太郎の弟である小沢亜穂を主人公とする。前作とは対照的にラブコメ要素も取り入れている。

## あらすじ
小沢亜穂は右利きであったが兄の番太郎に勧められたこともあって、左でも投げるようになる。右投げは豪速球だが制球に難があり、左投げは精密なコントロールがあるものの球威に劣っていた。小学校時代も中学時代もスイッチピッチャーは認められず、亜穂は二番手ピッチャーに甘んじていた。
その亜穂の左を買った検大付属高校、両投げを評価する都立真直高校の坂上監督からスカウトを受け、どこの高校に進学するか亜穂が迷っているところへ、リトルシニアの世界大会への出場経験もある関口平太が亜穂に興味を抱く。リトルリーグで関口とバッテリーを組んでいた段田八五郎は高校でもバッテリーを継続すべく亜穂に勝負を挑むが亜穂に打ち取られることになる。関口、段田をスカウトすべく見張っていた私立縞青高のコーチ高鍋は亜穂の両投げを評価し、縞青高にスカウトする。
縞青高の見学に来た亜穂たちは練習に参加することになるが、そこで野球部のマネージャー・縞青空の額を負傷させ傷痕を残してしまう。責任を感じた亜穂、段田は縞青高への入学を決意し、関口、江口花、朝井紀子、直木庄次も縞青高へと入学する。
春の都大会後に行われた紅白戦でレギュラー陣と対戦した亜穂らは勝利し、存在感を示すことになるのだった。その後の都立繁森高をはじめとする練習試合で、亜穂の両投げの力を十分に発揮するにはキャプテンだった縞青海ではなく、関口が捕手を務める必要があることが判明。甲子園行きに賭ける盤角監督は亜穂-関口バッテリーを採用し、キャプテンの縞青海をスタメンから外す。
夏の西東京大会、左のツーシームを修得した亜穂は3回戦まで左のみで勝利。続く検大付属高校で初めて両投げを披露して勝つ。
準決勝相手の都立繁森高は亜穂の右は目を閉じて捨て、左のみを攻略するという戦術を取ってきた。また、練習試合で縞青打線をパーフェクトに抑え込んだエースの三島は対策がされているものと考え、練習試合では打ち込まれた入間を主力投手にして、縞青高をほんろうする。繁森高が3点先行で迎えた9回裏。2死満塁で5番の段田を迎えた三島は押し出し覚悟で段田を敬遠。しかし、そこに代打で登場した縞青海に逆転打を打たれてしまう。
決勝戦は1番サード縞青海という奇策が成功し、先頭打者ホームランで先制点を獲得。連投する亜穂は10被安打を受けるものの得点は許さず、9回表に段田がソロホームランで追加点を献上。ついには甲子園行きの切符を手にするのだった。

## 登場高校
全て西東京の高校。
私立縞青高校
吉祥寺にある私立校。（物語開始の）5年前から、部長・コーチと監督を分業し、時間に無駄のない能率的な練習システムを構築した。
都立真直高校
国分寺にある都立校。坂上が（物語開始の）前年に野球部監督に就任し、以来力を伸ばしている。能率に拘らず生徒とのスキンシップを重視した熱血指導が功を奏し、アー坊1年時の春の都大会で優勝した。
都立繁森高校
八王子にある都立校。スポーツに力を入れており、野球部はベスト16以上の強さ。過去2回甲子園に出ているが、最後は46年前である。
アー坊の父の出身校でもある。
検大付属 美鈴ヶ丘高校
強豪校として名高い。
私立東京神学高校
番太郎の母校。番太郎の在学中は甲子園への出場は果たせなかった。

## 登場人物

### 主要人物
小沢 亜穂（おざわ あぼ） / アー坊
投手（左右両投げ）
中学野球では花にエースを譲り涼山中の第2投手に甘んじていたが、高校では甲子園を目指すと熱く語る。精密な制球力の左、ノーコンだが剛速球の右の両投げ投手。
縞青高の見学の際は最初の方こそ打者失格の控え風情扱いされたが、縞青高入学後、両投げ投手として開花する。彼のために専用グローブを自作した主将・海のことを尊敬するが、アー坊との相性が悪く、海の不調をきっかけにスタメンから追いやってしまうことになる。背番号1を得た夏の大会では、主将のため・裏方の花のため甲子園出場を深く決意して臨む。
実家は青果店。
江口 花（えぐち はな） / 花ちゃん
打撃投手
アー坊と幼馴染の少女。活発な性格の美少女で学校の成績もいい。中学野球では涼山中のエースピッチャーで、その実力と美貌はマスコミにも注目されている。
男子の大会である甲子園大会（全国高等学校野球選手権大会など）に女子は出場できないが、アー坊とともに野球を続けるため打撃投手として縞青高野球部に入部する。抜群の野球センスで、ライバル校の投手（サイドスローの三島、アンダースローの都並）の癖を真似て打撃投手をつとめるなどチームに貢献している。
朝井 紀子（あさい のりこ） / のりっぺ
アー坊・花とは幼なじみ。アー坊らを追って縞青高へ入学。アー坊をめぐるライバル、花や空を過剰に意識している節がある。
実家は酒屋で、アー坊とは隣同士。将来の夢はソムリエ。

### 縞青高校

#### 生徒
縞青 海（しまお かい）
主将・捕手
アー坊達の2年先輩にあたる。縞青高校の理事長の息子であり野球部の主将にして捕手。優れた打者でもあるが、専門性の高い捕手以外の守備を苦手としており、捕手以外に一塁手をギリギリ守れる可能性がある程度。学年トップの成績を誇る。
自他に厳しい努力家で、部員からの人望も厚い。部員に対しては隅々まで配慮を怠らず、アー坊のために両投げ様のグローブを作ったり、また紅白戦で落球した際には誠実に申し出るなど人格者である（ただし、これは紅白戦だからであり、実際の試合なら言わなかったとも語っている）。
理事長とは血が繋がっていないが、幼い頃から二人三脚で甲子園出場の夢を叶えるために努力してきた。高校3年時の夏の大会直前、実の両親と面会した際、実父からかけられた「一緒に暮らそう!」という言葉をきっかけに精神が乱れ、スランプに陥ってしまう。その結果、正捕手の座を後輩・関口平太に譲り渡すことになり、三塁コーチャーとなるが、本人はそれでも試合中の正選手たちに声をかけ、花と共に相手ピッチャーの研究を行うなど、チームを盛り上げている。
準決勝では代打、決勝ではスタメン出場で1回裏には守備につかず肝尾と交代だが、どちらも試合を決定する一打を放っている。
とある出来事から花を異性として意識し、アー坊を恋のライバルとして認識するように。
縞青 空（しまお そら） / "お嬢"さん
マネージャー
縞青高校の理事長の娘であり野球部のマネージャー。アー坊達の1年先輩にあたる。
協調性の無さに加え、練習にぬけぬけと口出しをする無責任さから部員たちからは「野球部のガン」とまで呼ばれることもあった。しかし、事故により額に大きなキズを負い、自信の根拠であった美貌が損なわれてからは鬱屈し、マネージャーの仕事をしっかりこなすようになったため部員たちは空を見直し「お嬢を甲子園に連れてゆく」と発奮したが、空自身はそのことを苦々しく思っていた。
怪我の原因を作ったアー坊と八五郎にベンチ入りと同時にチームの足を引っ張ることを命令した。しかし喫煙を咎められた腹いせにアー坊の両投げ用グローブを切り刻もうとし、激昂したアー坊から平手打ちを左頬に受ける。だが自分を痛烈に批判した事がきっかけになり、アー坊に好意を寄せる様になった。
優れた兄の存在によって屈折していたが、本心では兄を誇りに思っており、アー坊に批判されたことをきっかけに、今度は心からチームのために熱心に働くようになる。
肝尾 多面（きもお ためん）
内野手
縞青高校の三塁手。1年生時は縞青高校で唯一のレギュラーだったという経歴を持ち、守備は「名手」と名高い。俊足。縞青高校2年生学年トップの成績を誇る。
風貌と名前から一見キモオタのように見られがちだが、その類の行動は全て演技で花をからかったこともあり、本人は至って普通の人間であると思われる。ただし口癖は「モエ」。「キモオタ」「肝面（キモメン）」など本名をいじられると怒る。
関口 平太（せきぐち へいた）
捕手
六大学野球経験者の叔父に野球をみっちり教え込まれた野球エリートで、中学時代に世界大会に出場した他、強豪校から相次いでスカウトを受ける。そのためやや天狗になっている面もあった。アー坊が両投げである事に驚愕し、その過去と動向に注目する様になる。
頭脳派であり、縞青高を見学に来た際、花を打撃投手として縞青高野球部に入部させる確約を取り付ける策謀をめぐらせた。
捕手としては膝が柔軟で、アー坊との相性が非常に良い。後に不調に陥った主将・海に代わり、1年生ながら夏の大会では正捕手の座を得る。
実家は喫茶店Champ。
段田 八五郎（だんだ はちごろう）
投手→外野手、身長180cm。体重は推定110kg以上。
アー坊と同い年の大男。中学時代は投手として平太とバッテリーを組み、シニアの日本代表エースとして世界大会に出場した野球エリート。打撃センスも高い。ただし、高鍋の評価では段田クラスのピッチャーはシニアにはざらにおり、平太の功績とのこと。
平太が自分を差し置いてアー坊とバッテリーを組みたがっている事を聞きつけ、アー坊に勝負をもちかける。結果、ピッチャーフライに討ち取られ、アー坊の実力を知ると甘く見ていた事を恥じ、高く評価した。
縞青高を見学した際、今度は逆の段田がピッチャーで亜穂がバッターという勝負になるが、この時の打球が空に怪我を負わせたたため、責任を感じ縞青高に入学した。空にパシリ同然の扱いを受けていたが女っ気がない生活を送っていたのか、むしろ女と話せて嬉しかったらしい。
直木 庄次（なおき しょうじ）
内野手
アー坊と同年で、涼山中野球部のキャプテンだった。花に強引な思いを寄せ続けているが、空回りしている。花・紀子から好意を寄せられるアー坊に嫉妬していた。
花を追って縞青高へ入学するが、野球部はスカウト以外の入部を許可していないため、熱心な働きかけで入部テストを受け「練習補助員」として入部。亜穂のアドバイスもあり、練習中に気付いたことのメモを部員に渡し自分をアピールすると同時に自分のバッティングのシミュレーションを行っていた。部活終了後もアー坊と熱心に練習を続けたことが評価され、紅白戦で選手に抜擢。そこでの活躍を経て正部員となり、それがきっかけで急速に才能を開花させていく。夏の大会では正選手に選ばれた。中学時代はサードだったが、縞青には名手の肝尾がいるため、ファーストにコンバート。押しかけて非正規の手段で入部した直木に空から、正ファースト当落線上の海を追い落とさないでほしいと泣き落としを受けるも、それを聞いていた段田は空に「やはり女（男の世界を理解していない）」と怒りを見せていた。

#### 学校関係者
縞青
縞青高校理事長にして野球部部長。海と空の父。
長らく子に恵まれなかったため海を養子とするが、翌年に実娘の空が誕生した。空のすぐ下にも男児がいることは語られている。
血は繋がっていなくとも、文武に優れた海との絆は強い。
地区予選終盤のベンチでのやり取りで海がレギュラー落ちした事に不満を吐露しながら泣き出した。
盤角
野球部監督。縞青理事長とは高校時代の師弟。亜細亜大学に進学も、怪我のため野球を断念。現役生活を断たれて自暴自棄の生活を送っていたが、遊ぶくらいならコーチをしろと諭され、その後は都内の高校で野球部監督を務めていたが、縞青の理事長就任に際して縞青高校に呼ばれる。
妻と娘がいたが、野球に情熱を傾けるあまり離別している。
高鍋 剛士
野球部コーチ。八五郎をマークしていたが、アー坊の両投げに興味を持つと同時に、アー坊から関口、段田と芋づる式にスカウトできると考え、アー坊をスカウトする。

### 家族・友人など
小沢 番太郎（おざわ ばんたろう）
涼山中学→東京神学高校→東京ヤクルトスワローズ
前作『ショー☆バン』の主人公でアー坊の兄。現在はヤクルトの抑え投手。背番号は99。
プロ3年目にして活躍を見せ、注目されている。佐藤由規とも親しく、準決勝をいっしょに観戦した。
関口 照雄
平太の叔父で、芸能プロダクション・アキタ芸能のディレクター。元高校球児で、6大学野球経験者。法政大学出身。
花を芸能人としてスカウトしに行ったのがきっかけで、両投げのアー坊の存在を知り、甥の平太と引き合わせる。

### 都立真直高校
坂上 欽一（さかがみ きんいち）
真直高校野球部の監督。アー坊の両刀投げの才能を買い、積極的なスカウトを行う。濃いヒゲと垂れ目がチャームポイント。
盤角とは高校時代の同級で同ポジションであり、盤角がレギュラー、坂上が補欠であった。
都並（つなみ）
投手
持ち球はアンダースローの遅球。普通の速さの球と交互に投げることで、打者のリズムを狂わせる。

### 都立繁森高校
宍尾 梅参（ししお ばいざん）
捕手、身長185cm、体重80kg
平太・八五郎のシニア時代からのライバル。入学早々、正捕手に抜擢される。速球打ちを得意にしている。
アー坊との最初の対戦で3ランホームランを放つが、同じ試合で平太の巧みなリードによって「デッドボールを空振り」し優越感が払拭されてしまう。
三島（みしま）
投手
海と同年。サイドスローのキレの良さが特徴。西東京大会準決勝（対縞青戦）では、3点差で9回裏2アウトまで追い込んだが、縞青側の予想だにしない代打起用に動揺し、海が急な展開に準備に時間を掛けていることに平静を失い、逆転負けを喫した。
入間（いるま）
控え投手
球自体は三島より打ちやすいが、甲子園にかける気迫は相当なもの。西東京大会準決勝（対縞青戦）では、ライナーが顔面に直撃し出血するが、無失点のまま三島と交代する。

### 検大付属高校
亜穂と出会う前の関口、段田の進学候補だった。
浅木 広高（あさぎ ひろたか）
主将・外野手
強肩を誇る。
三野（みつの）
投手
大柄でがっしりした体格の豪腕。

## 書誌情報
- 原作：森高夕次・作画：松島幸太朗『ストライプブルー』秋田書店〈少年チャンピオンコミックス〉、全11巻 
  1. 2007年11月8日発売[2]、ISBN 978-4-253-21341-7
  2. 2007年11月8日発売[3]、ISBN 978-4-253-21342-4
  3. 2008年1月8日発売[4]、ISBN 978-4-253-21343-1
  4. 2008年3月7日発売[5]、ISBN 978-4-253-21344-8
  5. 2008年6月6日発売[6]、ISBN 978-4-253-21345-5
  6. 2008年8月8日発売[7]、ISBN 978-4-253-21346-2
  7. 2008年10月8日発売[8]、ISBN 978-4-253-21347-9
  8. 2008年12月8日発売[9]、ISBN 978-4-253-21348-6
  9. 2009年2月6日発売[10]、ISBN 978-4-253-21349-3
  10. 2009年4月8日発売[11]、ISBN 978-4-253-21350-9
  11. 2009年6月8日発売[12]、ISBN 978-4-253-21376-9